# Euphorbia segetalis
Euphorbia segetalis är en törelväxtart som beskrevs av Carl von Linné. Euphorbia segetalis ingår i släktet törlar, och familjen törelväxter.

## Underarter
Arten delas in i följande underarter:
- E. s. pinea
- E. s. segetalis

## Bildgalleri

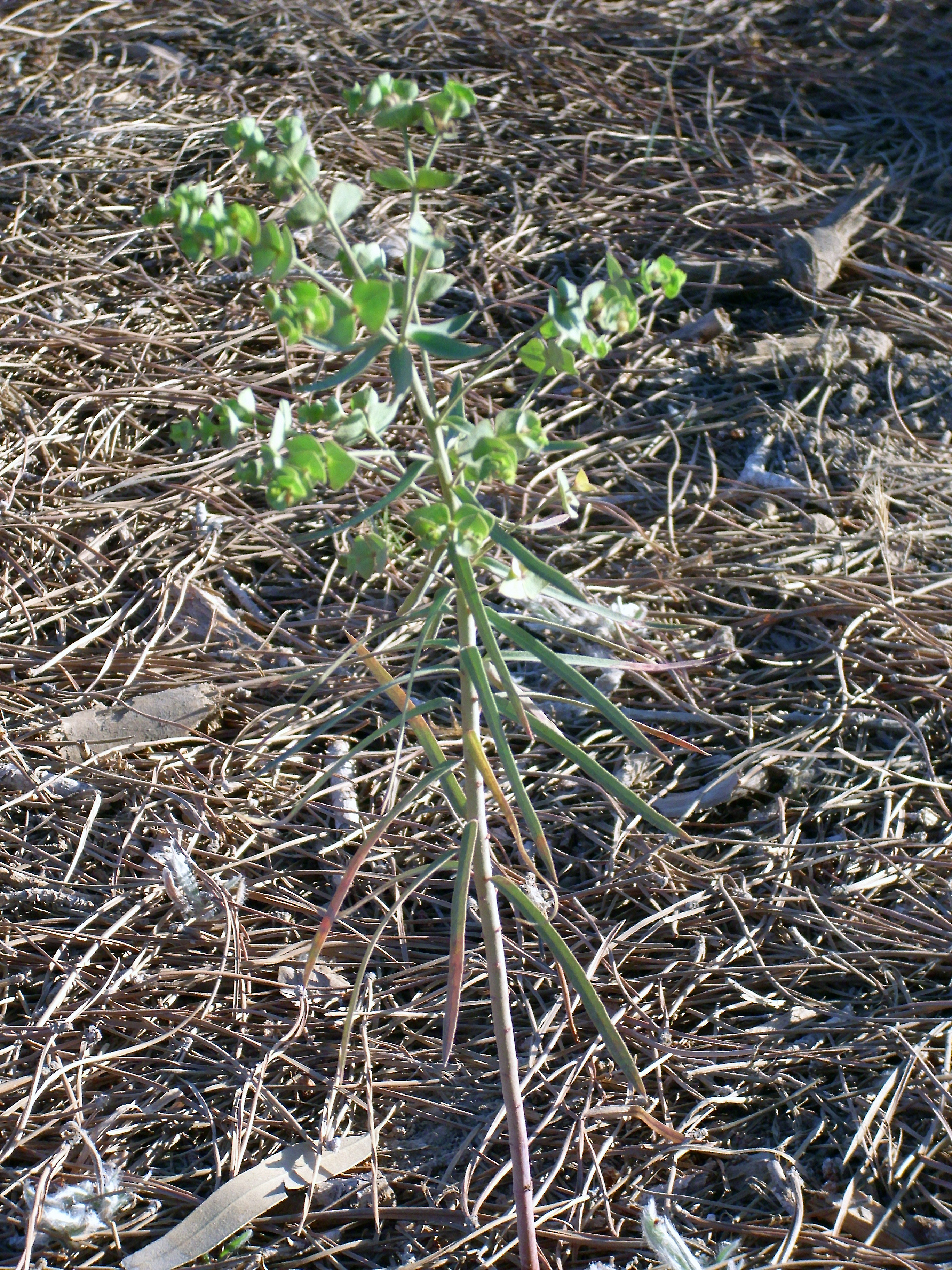
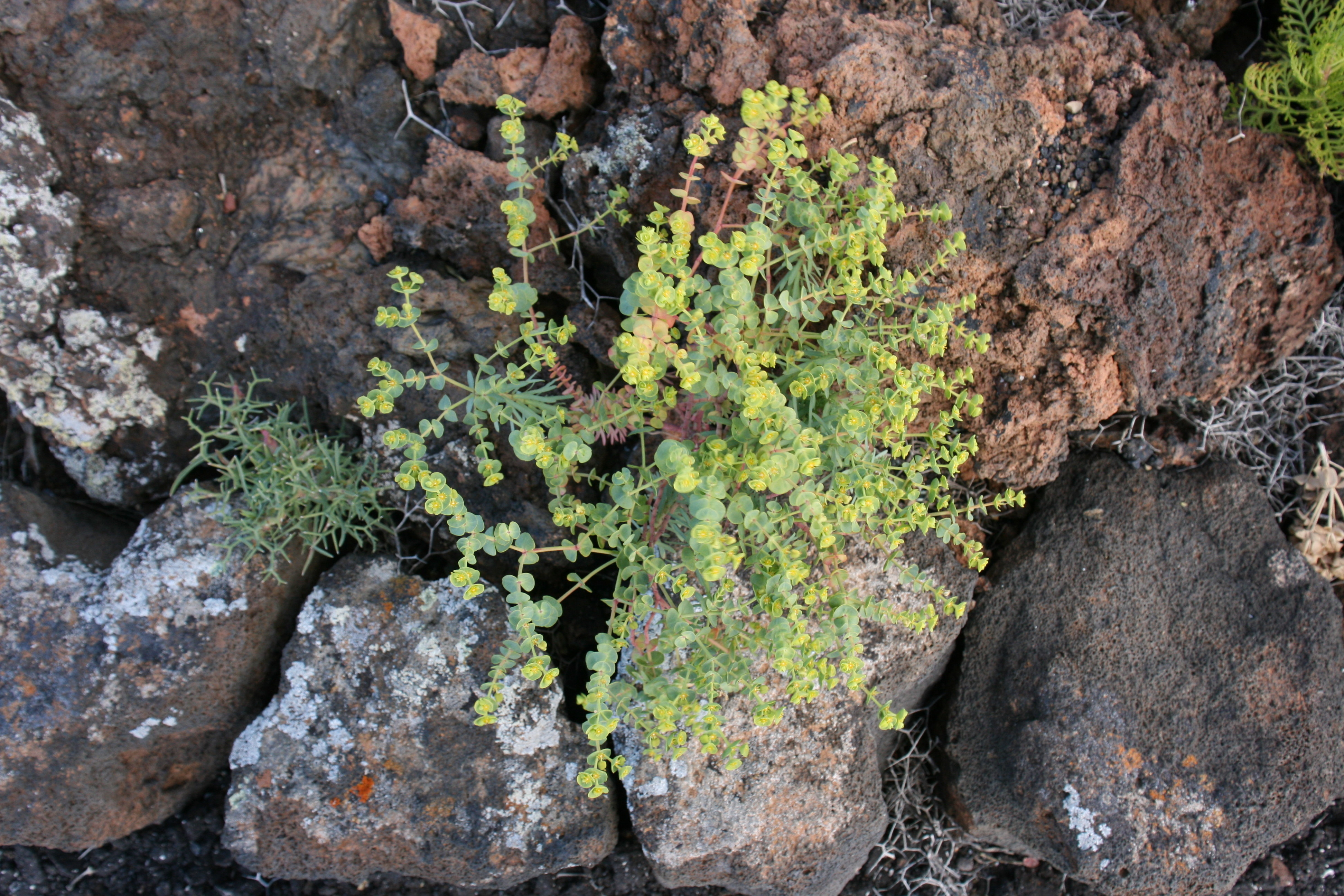
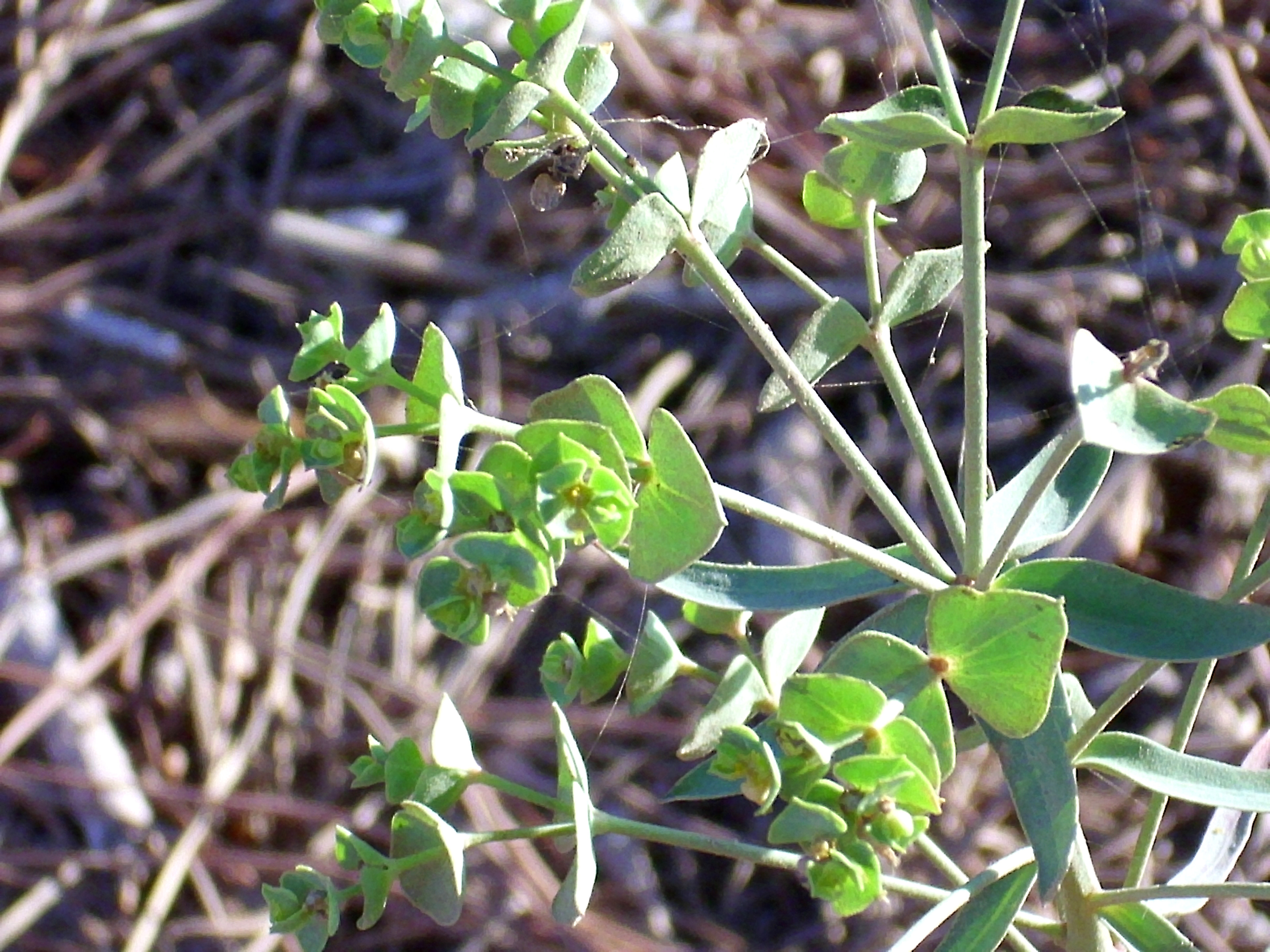
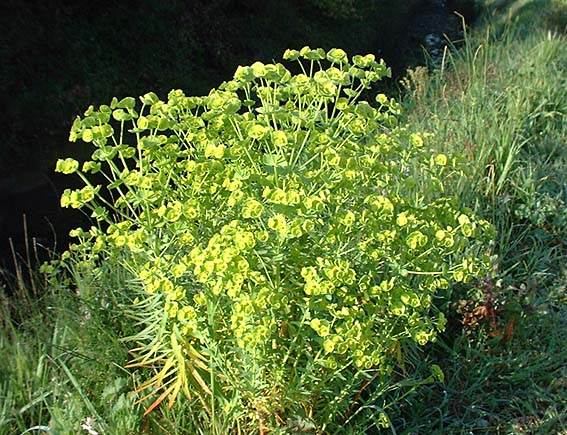